# الولاویس
الولاویس (به لاتین: Aluloviće}} یک منطقهٔ مسکونی در صربستان است که در نووی پازار واقع شده‌است.